# Bulbophyllum pervillei
Bulbophyllum pervillei é uma espécie de orquídea (família Orchidaceae) pertencente ao gênero Bulbophyllum. Foi descrita por Robert Allen Rolfe em 1891.